# Cibório (arquitetura)

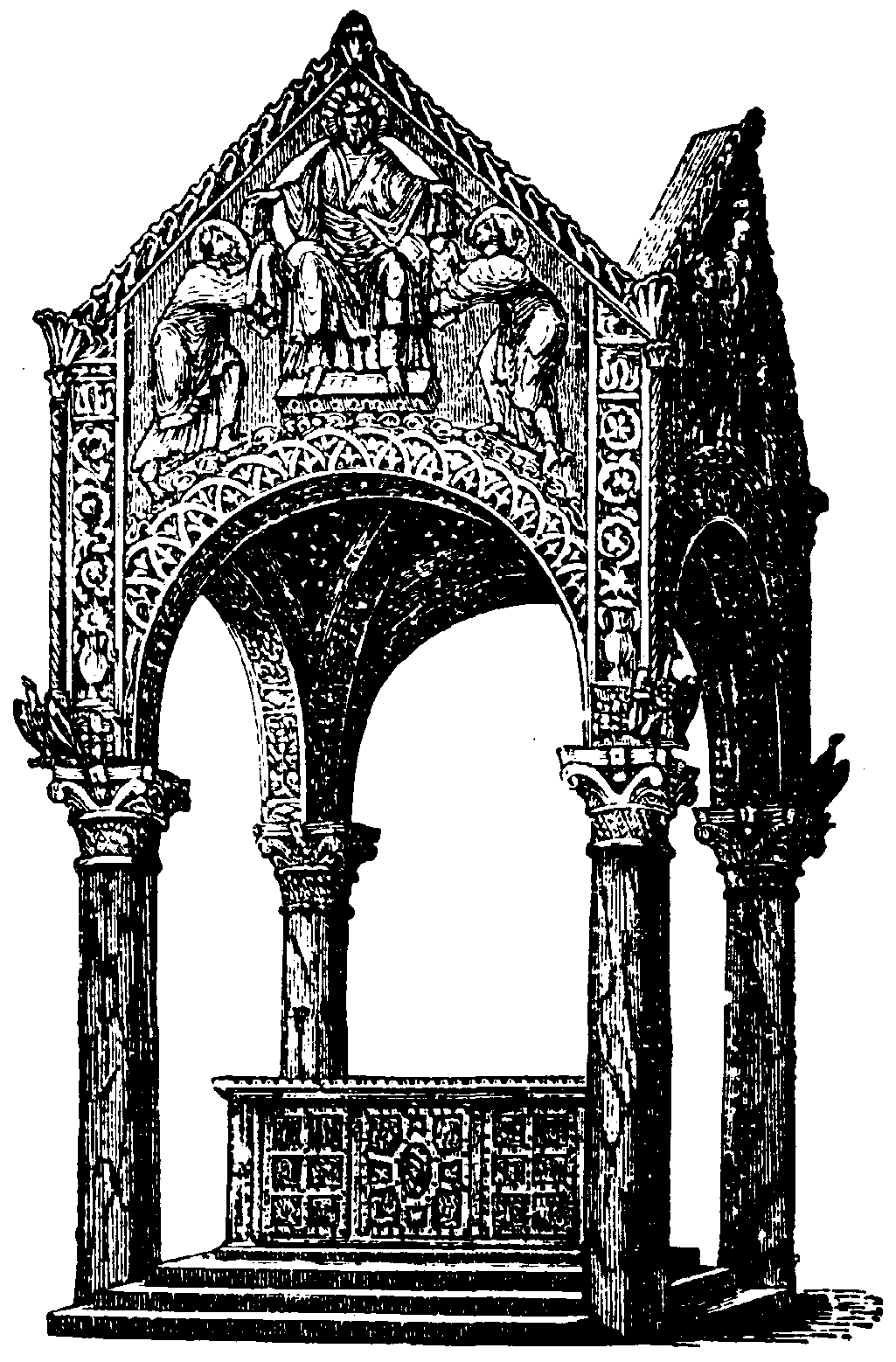
Altar e cibório em San Ambrosio, Milão.

Um cibório é um elemento arquitetónico que consiste em um baldaquino que coroa um altar ou tabernáculo, especialmente nos templos cristãos antigos. Apoia-se em geral em quatro colunas unidas entre si mediante arcos e é coberto por um teto plano ou com forma de pequena cúpula. Tem como finalidade proteger e destacar o altar ou, especificamente, o cofre em que se deposita o cibório.
Pode ser considerado como sinónimo de baldaquino, falando-se de «cibório» na arquitetura paleocristã, bizantina e românica, e «baldaquino» a partir do Renascimento. Para a época gótica podem ser usados ambos os termos. 
O tabernáculo coberto pelo cibório, antes do Concílio de Trento, era colocado sobre uma parede do presbitério, e posteriormente passou a situar-se no centro do altar.

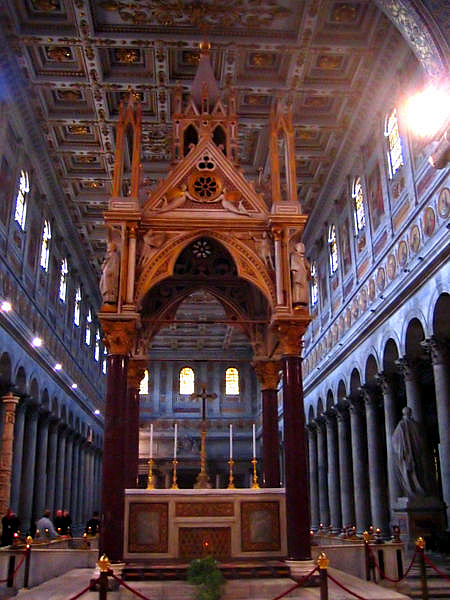
Cibório em Roma, Basílica de São Paulo Extramuros.